# Over Whitacre
Over Whitacre är en civil parish i Storbritannien.   Den ligger i grevskapet Warwickshire och riksdelen England, i den södra delen av landet, 150 km nordväst om huvudstaden London.